# Marco Tulio Vega
Marco Tulio Vega Ordóñez (Utila, Islas de la Bahía, Honduras; 14 de abril de 1987) es un futbolista hondureño, juega como delantero y su actual equipo es el Club Deportivo Real Sociedad de la Liga Nacional de Honduras.

## Trayectoria

### Inicios
Comenzó su carrera a los 17 años de edad con el Sonaguera F.C. En este equipo permaneció hasta el año 2010, siendo figura goleadora durante varios torneos. Ese mismo año pasó al Yoro F.C., donde fue titular indiscutible y se dio a conocer por su gran capacidad goleadora al anotar 30 goles durante dos torneos seguidos, lo que luego lo llevaría a uno de los cuatro grandes del fútbol hondureño, el Club Deportivo Marathón.

### Marathón
Debutó en la Liga Nacional de Honduras el domingo 7 de agosto de 2011, en un partido que Marathón ganó por 5-0 ante el Deportes Savio; dos de los cinco goles fueron anotados por Marco Tulio Vega, lo cual hizo perfecto su debut. Finalizó su primer año futbolístico con 10 goles y fue pieza fundamental para que Marathón se clasificara a la Concacaf Liga Campeones 2012-13. En ese torneo debutó el 26 de septiembre de 2012 en la victoria 2-1 de su equipo sobre el Caledonia AIA de Trinidad y Tobago. El 19 de enero de 2013 hizo historia al anotar el primer gol del Clausura 2013; ese día, también anotó un doblete. Fue subcampeón del Clausura 2014 de la mano del técnico uruguayo Manuel Keosseián.

### Real Sociedad
El 17 de julio de 2015 se anunció su fichaje por el Real Sociedad. Terminó como Campeón de Goleo de la Temporada 2015/16 de la Liga Nacional de Honduras.

### Motagua
El 25 de junio de 2016, se confirmó su vinculación con Motagua. Debutó el 13 de julio de 2016 contra el River Plate argentino durante un amistoso de pretemporada en Orlando, Florida. Oficialmente debutó con los «azules» el 31 de julio de 2016, durante un encuentro que Motagua ganó 2 a 0 a domicilio contra Honduras Progreso. El 8 de agosto de 2016, contra Real Sociedad, marcó su primer gol con Motagua, en un encuentro que finalizó con un resultado de 2 a 0 favorable al «ciclón azul».

## Selección nacional
El 23 de agosto de 2011, Luis Fernando Suárez lo convocó a la Selección de fútbol de Honduras para dos amistosos frente a las selecciones de Colombia y Paraguay. Su debut se produjo el 7 de septiembre de 2011, en un partido frente a los guaraníes que Honduras perdió por 0-3 en el Estadio Olímpico Metropolitano de San Pedro Sula.

## Estadísticas

### Clubes
| C. D. Marathón Honduras | 1.ª                 | 2011-12             | 31  | 10 | — | — | —  | — | 31  | 10 | 0,32 |
| C. D. Marathón Honduras | 1.ª                 | 2012-13             | 29  | 5  | — | — | 2  | 0 | 31  | 5  | 0,16 |
| C. D. Marathón Honduras | 1.ª                 | 2013-14             | 18  | 3  | — | — | —  | — | 18  | 3  | 0,16 |
| C. D. Marathón Honduras | 1.ª                 | 2014-15             | 22  | 2  | — | — | —  | — | 22  | 2  | 0,09 |
| C. D. Marathón Honduras | Total               | Total               | 100 | 20 | 0 | 0 | 2  | 0 | 102 | 20 | 0,20 |
| C. D. Real Sociedad Honduras | 1.ª                 | 2015-16             | 40  | 25 | — | — | —  | — | 40  | 25 | 0,63 |
| C. D. Real Sociedad Honduras | Total               | Total               | 40  | 25 | 0 | 0 | 0  | 0 | 40  | 25 | 0,63 |
| F. C. Motagua Honduras | 1.ª                 | 2016-17             | 37  | 7  | 2 | 1 | —  | — | 38  | 8  | 0,21 |
| F. C. Motagua Honduras | 1.ª                 | 2017-18             | 32  | 7  | — | — | 1  | 0 | 33  | 7  | 0,21 |
| F. C. Motagua Honduras | 1.ª                 | 2018-19             | 22  | 1  | 1 | 1 | 2  | 0 | 25  | 2  | 0,18 |
| F. C. Motagua Honduras | 1.ª                 | 2019-20             | 19  | 4  | — | — | 5  | 1 | 20  | 5  | 0,25 |
| F. C. Motagua Honduras | 1.ª                 | 2020-21             | 12  | 4  | — | — | 2  | 0 | 14  | 4  | 0,29 |
| F. C. Motagua Honduras | Total               | Total               | 122 | 23 | 3 | 2 | 10 | 1 | 135 | 26 | 0,19 |
| Total en su carrera | Total en su carrera | Total en su carrera | 262 | 68 | 3 | 2 | 12 | 1 | 277 | 71 | 0,26 |
| (1) Incluye datos de la Copa de Honduras (2016-18) y Supercopa de Honduras (2017). (2) Incluye datos de la Liga de Campeones de la Concacaf (2012-20) y Liga Concacaf (2018-20). (3) No incluye datos en partidos amistosos. |                     |                     |     |    |   |   |    |   |     |    |      |

### Selección nacional
Actualizado de acuerdo al último partido jugado el 8 de octubre de 2016.
| \| Fecha \| Ciudad \| Local \| Resultado \| Visitante \| Competencia \| Goles \| \| ---------- \| -------------- \| ---------- \| --------- \| --------- \| ----------- \| ----- \| \| 07-09-2011 \| San Pedro Sula \| Honduras \| 0-3 \| Paraguay \| Amistoso \| 0 \| \| 15-11-2011 \| San Pedro Sula \| Honduras \| 2-0 \| Serbia \| Amistoso \| 0 \| \| 27-05-2016 \| San Juan \| Argentina \| 1-0 \| Honduras \| Amistoso \| 0 \| \| 08-10-2016 \| Belmopán \| Belice \| 1-2 \| Honduras \| Amistoso \| 0 \| \| Total \| \| Presencias \| 3 \| \| Goles \| 0 \| |                |            |           |           |             |       |
| Fecha | Ciudad         | Local      | Resultado | Visitante | Competencia | Goles |
| 07-09-2011 | San Pedro Sula | Honduras   | 0-3       | Paraguay  | Amistoso    | 0     |
| 15-11-2011 | San Pedro Sula | Honduras   | 2-0       | Serbia    | Amistoso    | 0     |
| 27-05-2016 | San Juan       | Argentina  | 1-0       | Honduras  | Amistoso    | 0     |
| 08-10-2016 | Belmopán       | Belice     | 1-2       | Honduras  | Amistoso    | 0     |
| Total |                | Presencias | 3         |           | Goles       | 0     |

### Resumen estadístico
| Competición           | Partidos | Goles | Promedio |
| --------------------- | -------- | ----- | -------- |
| Liga                  | 241      | 62    | 0.26     |
| Copas Nacionales      | 3        | 2     | 0.67     |
| Copas Internacionales | 9        | 1     | 0.11     |
| Selección de Honduras | 4        | 0     | 0.00     |
| Total                 | 257      | 65    | 0.25     |

## Palmarés

### Campeonatos nacionales
| Título                | Club          | País     | Año  |
| --------------------- | ------------- | -------- | ---- |
| Torneo Apertura       | F. C. Motagua | Honduras | 2016 |
| Torneo Clausura       | F. C. Motagua | Honduras | 2017 |
| Supercopa de Honduras | F. C. Motagua | Honduras | 2017 |
| Torneo Apertura       | F. C. Motagua | Honduras | 2018 |
| Torneo Clausura       | F. C. Motagua | Honduras | 2019 |

### Distinciones individuales
| Distinción                                     | Año  |
| ---------------------------------------------- | ---- |
| Primer gol del Clausura 2013                   | 2013 |
| Campeón de Goleo del Apertura 2015             | 2015 |
| Campeón de Goleo del Clausura 2016             | 2016 |
| Campeón de Goleo de la Liga Nacional (2015-16) | 2016 |